# Alexandre Du Sommerard

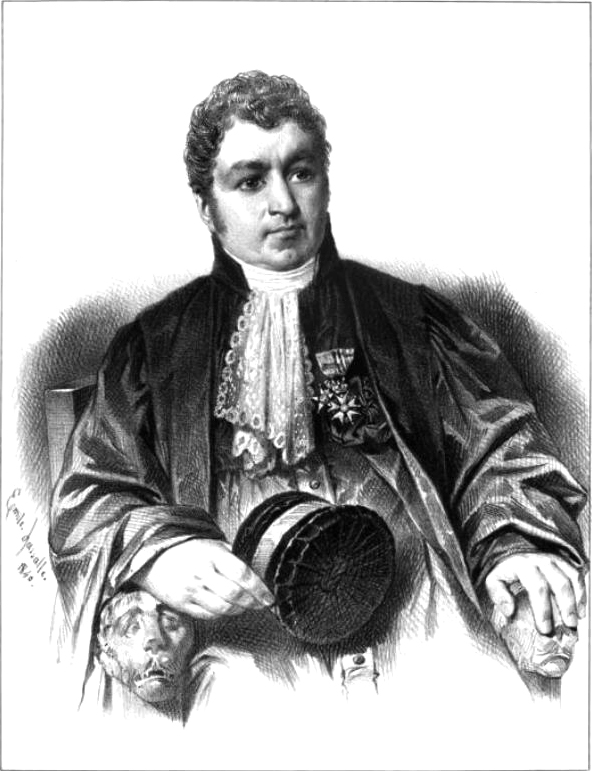
Alexandre Du Sommerard.

Alexandre Du Sommerard, född den 31 augusti 1779 i Bar-sur-Aube, död den 19 augusti 1842 i Saint-Cloud, var en fransk arkeolog och konstsamlare.
Du Sommerard gjorde sig känd genom den stora samling medeltida konstverk och andra kulturföremål, som han hopsamlade och uppställde i det honom tillhöriga Hôtel de Cluny, vilken staten sedan köpte in. Du Sommerard utgav Les arts au moyen-âge (fem band jämte atlas, 1839–1846).